# Szögliget
Szögliget é um município da Hungria, situado no condado de Borsod-Abaúj-Zemplén. Tem 34,74 km² de área e sua população em 2015 foi estimada em 591 habitantes.